# 金沢隆
金澤 隆（かなざわ たかし、1931年（昭和6年）11月28日 - 2015年 <平成27年> 12月10日）は、日本の政治家。旧弘前市長（4期）。位階は正六位。

## 略歴
1931年（昭和6年）、青森県弘前市に生まれる。1974年（昭和49年）に法政大学法学部を卒業する。
弘前市企画課長、市長公室長などを経て、1992年（平成4年）に弘前市長選に出馬し、当選する。以後、連続4期当選する。市長任期中に津軽広域水道企業団企業長を併任。
2006年（平成17年）2月27日、岩木町、相馬村の旧町村と合併を行い、新弘前市を発足させる。これに伴って4月16日に行われた市長選挙に自民党・公明党の推薦と社民党支持を受けて立候補するも、相馬錩一に破れ、落選。2015年12月死去。死没日付をもって正六位に叙された。